# T-800
T-800 er en karakter fra Terminator-franchisen, spillet af Arnold Schwarzenegger. Han er en androide skabt af Skynet, som en såkaldt Terminator, der skal udslette fjender af Skynet. I Terminator 2 og Terminator 3 hjælper han dog menneskene.